# Róża skalna

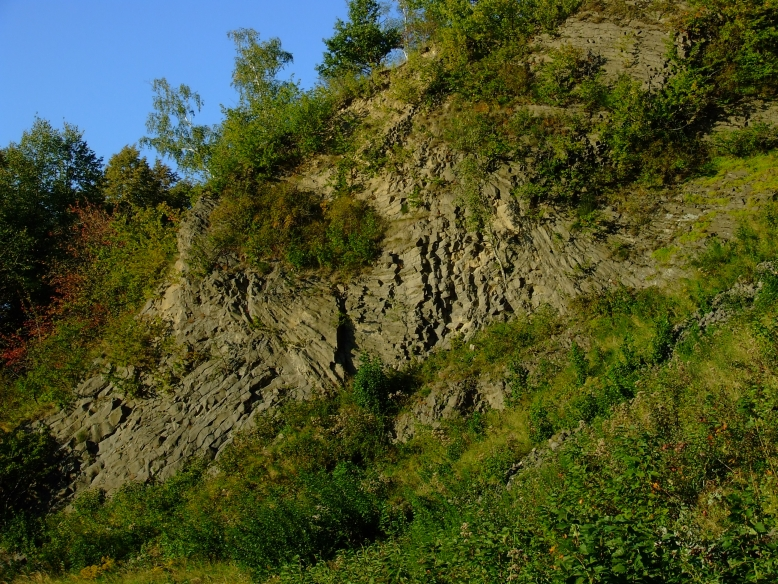
„Skalna róża” na Wilczej Górze koło Złotoryi na Pogórzu Kaczawskim w centralnej partii góry na północno-wschodniej ścianie kamieniołomu w odsłoniętym przekroju komina wulkanicznego

Róża skalna lub róża bazaltowa, kamienne słońce – unikatowy kształt termicznego ciosu skalnego, w którym spękane wielokątne w przekroju słupy bazaltowe ułożone są koncentrycznie lub łukowato wygięte.
Rozmaite układy: wachlarze, kolumnady, organy oraz najrzadziej spotykane koncentrycznie ułożone słupy „skalne róże”, tworzyły się w kominach wulkanicznych, w których z każdą kolejną fazą wylewów średnica komina ulegała zmniejszeniu. Zakrzepła magma stygnąc kurczyła się i pękała na podłużne i wielokątne w przekroju słupy skalne. Ich dłuższe osie kierowały się prostopadle do powierzchni ochładzania.